# Ambassade d'Iran en Guinée
L'ambassade d'Iran en Guinée est la principale représentation diplomatique de la république islamique d'Iran en Guinée.

## Liste des ambassadeurs
| N° | Nom et prénoms  | Début        | Fin          |
| -- | --------------- | ------------ | ------------ |
| 01 | Mirza Aghai     |              | octobre 2023 |
| 02 | Jamshid Parvizi | octobre 2023 | En cours     |